# Carlos Lima
Carlos Lima (Praia, 1983. szeptember 20. –) zöld-foki labdarúgó, az angolai Progresso középpályása.